# Demetrios Maximos
Demetrios Maximos (n. 6 iulie 1873, Patra, Grecia – d. 16 octombrie 1955, Atena, Regatul Greciei) a fost ministru de externe al Greciei între 10 martie 1933 și 3 martie 1935. El a fost semnatarul pactului Înțelegerii Balcanice din partea Greciei.